# Lavancia-Epercy
Lavancia-Épercy redirige ici.
Lavancia redirige ici.
Lavancia-Epercy (nommée également Lavancia non officiellement) est une commune française située dans le département du Jura, dans la région culturelle et historique de Franche-Comté et la région administrative Bourgogne-Franche-Comté.

## Géographie
Lavancia est une commune du Jura mais relève d'un code postal et de numéros de téléphone de l'Ain.

### Climat
Pour des articles plus généraux, voir Climat de la Bourgogne-Franche-Comté et Climat du département du Jura.
En 2010, le climat de la commune est de type climat de montagne, selon une étude du Centre national de la recherche scientifique s'appuyant sur une série de données couvrant la période 1971-2000. En 2020, Météo-France publie une typologie des climats de la France métropolitaine dans laquelle la commune est dans une zone de transition entre le climat semi-continental et le climat de montagne et est dans la région climatique  Jura, caractérisée par une forte pluviométrie en toutes saisons (1 000 à 1 500 mm/an), des hivers rigoureux et un ensoleillement médiocre. 
Pour la période 1971-2000, la température annuelle moyenne est de 11,4 °C, avec une amplitude thermique annuelle de 17,9 °C. Le cumul annuel moyen de précipitations est de 1 423 mm, avec 12 jours de précipitations en janvier et 9,1 jours en juillet. Pour la période 1991-2020, la température moyenne annuelle observée sur la station météorologique de Météo-France la plus proche, « Cernon », sur la commune de Cernon à 8 km à vol d'oiseau, est de 10,4 °C et le cumul annuel moyen de précipitations est de 1 567,8 mm. 
La température maximale relevée sur cette station est de 38,6 °C, atteinte le 13 août 2003 ; la température minimale est de −24 °C, atteinte le 10 janvier 1985,,. 
Les paramètres climatiques de la commune ont été estimés pour le milieu du siècle (2041-2070) selon différents scénarios d'émission de gaz à effet de serre à partir des nouvelles projections climatiques de référence DRIAS-2020. Ils sont consultables sur un site dédié publié par Météo-France en novembre 2022.

## Urbanisme

### Typologie
Au 1er janvier 2024, Lavancia-Epercy est catégorisée bourg rural, selon la nouvelle grille communale de densité à sept niveaux définie par l'Insee en 2022.
Elle est située hors unité urbaine. Par ailleurs la commune fait partie de l'aire d'attraction d'Oyonnax, dont elle est une commune de la couronne,. Cette aire, qui regroupe 40 communes, est catégorisée dans les aires de 50 000 à moins de 200 000 habitants,.

### Occupation des sols
L'occupation des sols de la commune, telle qu'elle ressort de la base de données européenne d’occupation biophysique des sols Corine Land Cover (CLC), est marquée par l'importance des forêts et milieux semi-naturels (81 % en 2018), en augmentation par rapport à 1990 (78,2 %). La répartition détaillée en 2018 est la suivante : 
forêts (79 %), prairies (7,3 %), zones urbanisées (6,1 %), mines, décharges et chantiers (4,1 %), milieux à végétation arbustive et/ou herbacée (2 %), eaux continentales (1,5 %). L'évolution de l’occupation des sols de la commune et de ses infrastructures peut être observée sur les différentes représentations cartographiques du territoire : la carte de Cassini (XVIIIe siècle), la carte d'état-major (1820-1866) et les cartes ou photos aériennes de l'IGN pour la période actuelle (1950 à aujourd'hui).

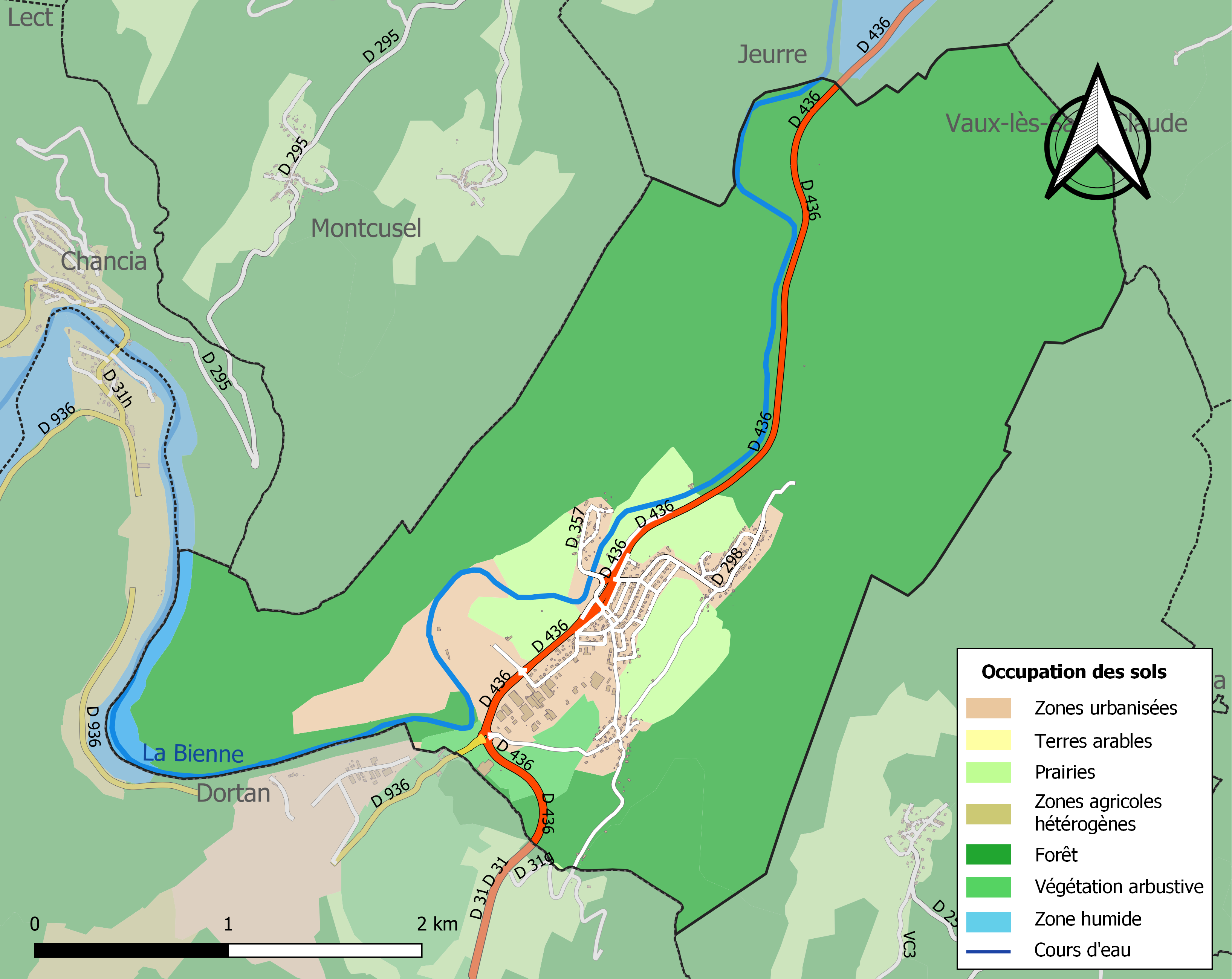
Carte des infrastructures et de l'occupation des sols de la commune en 2018 (CLC).

## Toponymie

### Communes limitrophes
|                   | Jeurre          | Vaux-lès-Saint-Claude |
| Montcusel Chancia | Lavancia-Epercy | Viry                  |
|                   | Dortan (Ain)    |                       |

## Histoire
Autrefois composée de trois villages, Lavancia-Epercy est un groupement de trois communes : Lavancia, Épercy et Rhien, ces deux dernières ayant été rattachées à Lavancia en 1822.
Le 12 juillet 1944, en représailles des actions de la Résistance, le village de Lavancia est entièrement incendié par les troupes allemandes, à l'exception de l'église.
Après la guerre, le village sera reconstruit sur un nouvel emplacement, privilégié en raison d'une situation géographique plus favorable. Un odonyme local (Rue du 12-Juillet-1944) rappelle cet événement dans le nouveau village.
L'ancienne église, trop éloignée du nouvel emplacement, est abandonnée. La commune, qui ne peut financer la construction d'un nouvel édifice, profite d'un don effectué par les organisateurs de l'exposition internationale du Bois, qui se tient en 1951 à Lyon : l'entreprise Chalos de Saint-Brieuc, spécialisée dans la construction de bâtiments préfabriqués, y avait réalisé une église-pavillon fabriquée à partir de 17 essences de bois rares, qui s’inspire de l’architecture nordique des années 1930 ; l'église et son mobilier sont démontés et remontés en 1952 à Lavancia,.

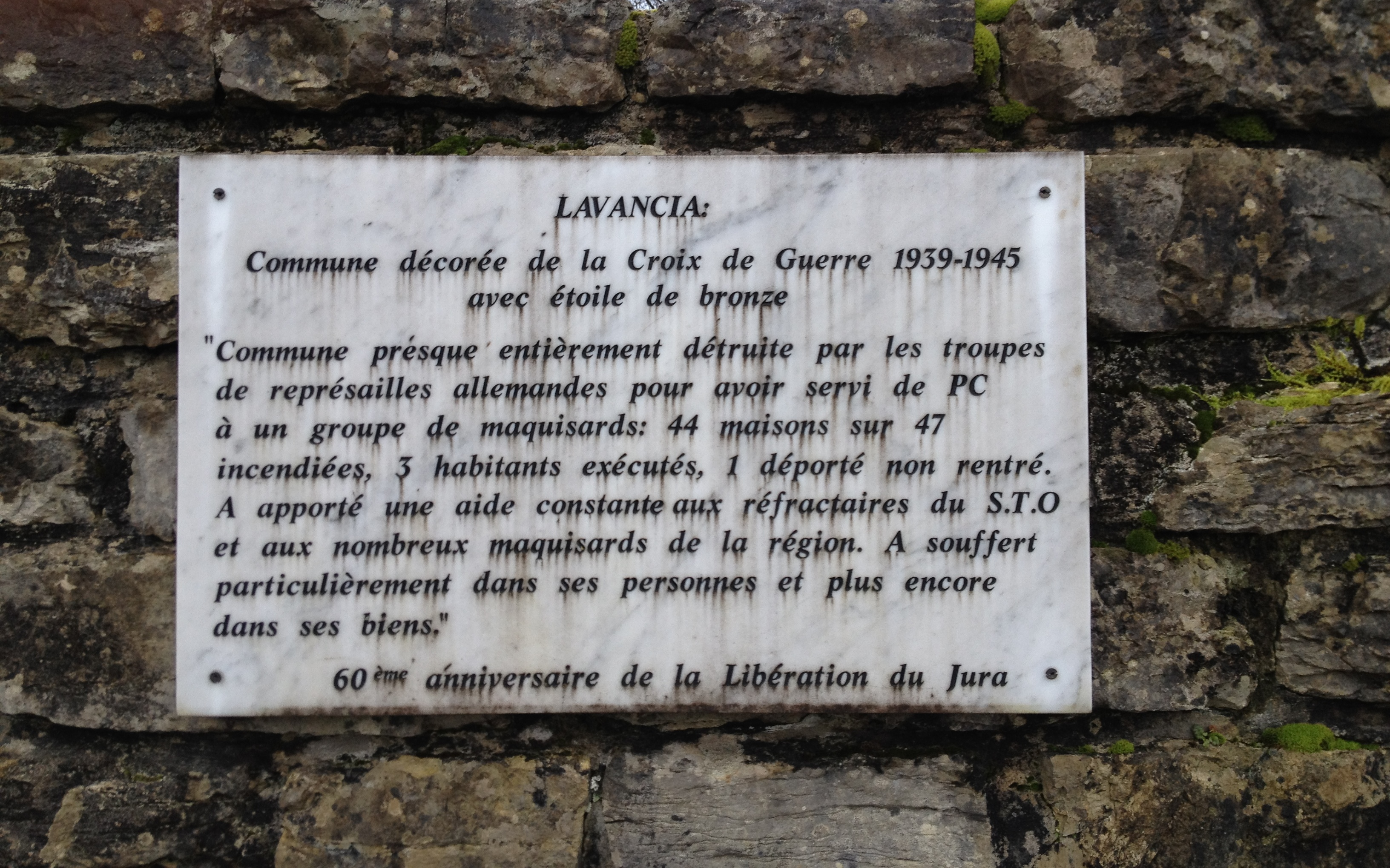
Plaque à Lavancia-Epercy.

## Politique et administration

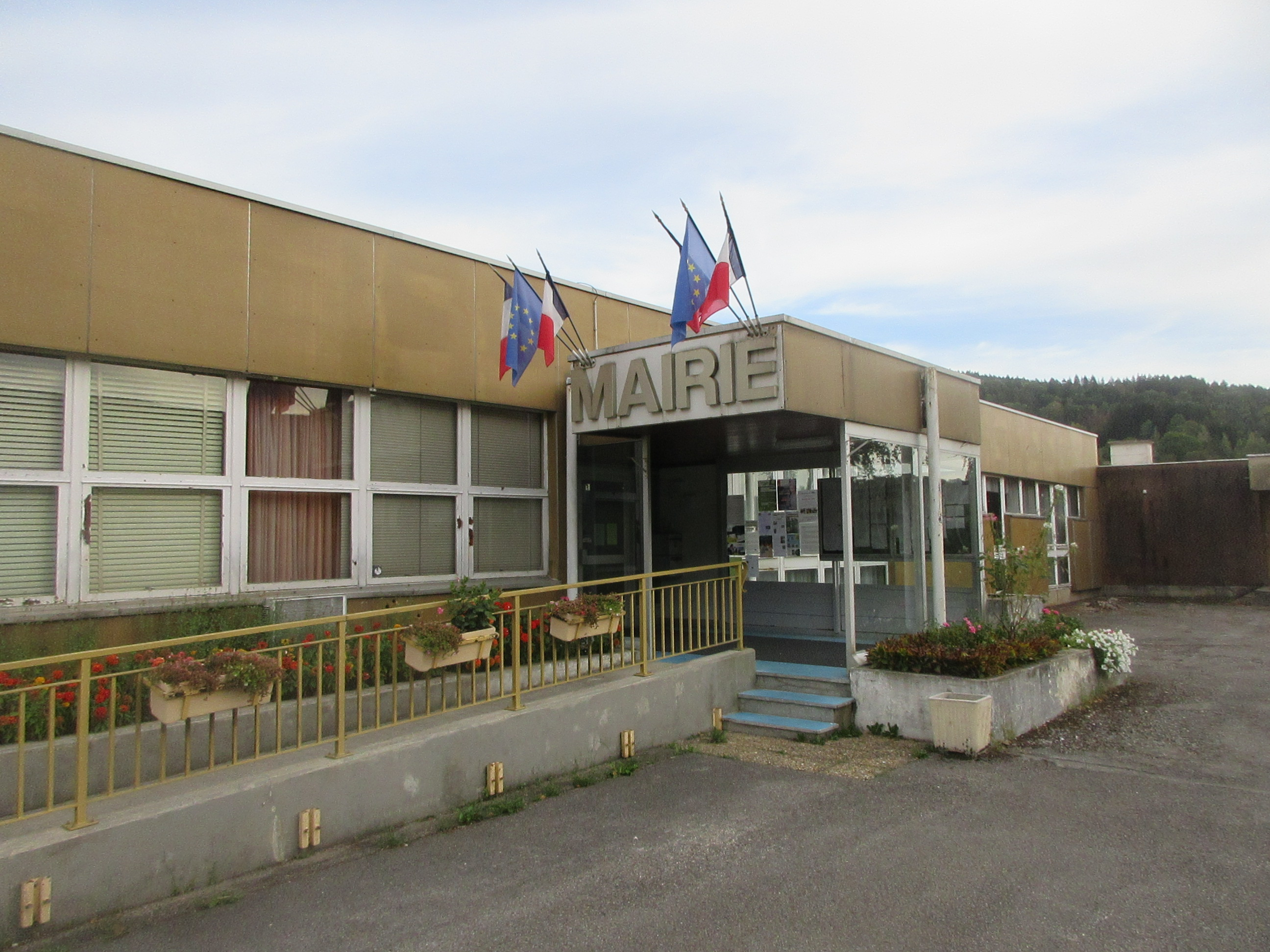
Mairie.

| Période    | Période   | Identité                      | Étiquette | Qualité |
| ---------- | --------- | ----------------------------- | --------- | ------- |
| avant 1988 | ?         | Jacques Chevassus à l'Antoine |           |         |
| mars 2001  | mars 2008 | Bernard Collet                |           |         |
| mars 2008  | En cours  | Bernard Jaillet               |           |         |

## Population et société

### Démographie
L'évolution du nombre d'habitants est connue à travers les recensements de la population effectués dans la commune depuis 1793. Pour les communes de moins de 10 000 habitants, une enquête de recensement portant sur toute la population est réalisée tous les cinq ans, les populations de référence des années intermédiaires étant quant à elles estimées par interpolation ou extrapolation. Pour la commune, le premier recensement exhaustif entrant dans le cadre du nouveau dispositif a été réalisé en 2008.

En 2022, la commune comptait 618 habitants, en évolution de −5,65 % par rapport à 2016 (Jura : −0,81 %, France hors Mayotte : +2,11 %).
| 1793 | 1800 | 1806 | 1821 | 1831 | 1836 | 1841 | 1846 | 1851 |
| ---- | ---- | ---- | ---- | ---- | ---- | ---- | ---- | ---- |
| 152  | 144  | 144  | 140  | 259  | 242  | 241  | 244  | 244  |

| 1856 | 1861 | 1866 | 1872 | 1876 | 1881 | 1886 | 1891 | 1896 |
| ---- | ---- | ---- | ---- | ---- | ---- | ---- | ---- | ---- |
| 213  | 206  | 187  | 179  | 165  | 157  | 309  | 165  | 167  |

| 1901 | 1906 | 1911 | 1921 | 1926 | 1931 | 1936 | 1946 | 1954 |
| ---- | ---- | ---- | ---- | ---- | ---- | ---- | ---- | ---- |
| 158  | 154  | 143  | 150  | 148  | 123  | 112  | 48   | 143  |

| 1962 | 1968 | 1975 | 1982 | 1990 | 1999 | 2006 | 2008 | 2013 |
| ---- | ---- | ---- | ---- | ---- | ---- | ---- | ---- | ---- |
| 209  | 268  | 360  | 427  | 580  | 619  | 645  | 652  | 660  |

| 2018 | 2022 | - | - | - | - | - | - | - |
| ---- | ---- | - | - | - | - | - | - | - |
| 636  | 618  | - | - | - | - | - | - | - |

### Sports
Centre d'entrainement national de canoë-kayak sur la Bienne.

## Culture locale et patrimoine

### Lieux et monuments
- L'église en bois réalisée avec 17 essences différentes a été labellisée Patrimoine du XXe siècle.

### Types de voies
| 36 odonymes recensés à Lavancia-Epercy au 12 novembre 2013 | 36 odonymes recensés à Lavancia-Epercy au 12 novembre 2013 | 36 odonymes recensés à Lavancia-Epercy au 12 novembre 2013 | 36 odonymes recensés à Lavancia-Epercy au 12 novembre 2013 | 36 odonymes recensés à Lavancia-Epercy au 12 novembre 2013 | 36 odonymes recensés à Lavancia-Epercy au 12 novembre 2013 | 36 odonymes recensés à Lavancia-Epercy au 12 novembre 2013 | 36 odonymes recensés à Lavancia-Epercy au 12 novembre 2013 | 36 odonymes recensés à Lavancia-Epercy au 12 novembre 2013 | 36 odonymes recensés à Lavancia-Epercy au 12 novembre 2013 | 36 odonymes recensés à Lavancia-Epercy au 12 novembre 2013 | 36 odonymes recensés à Lavancia-Epercy au 12 novembre 2013 | 36 odonymes recensés à Lavancia-Epercy au 12 novembre 2013 | 36 odonymes recensés à Lavancia-Epercy au 12 novembre 2013 | 36 odonymes recensés à Lavancia-Epercy au 12 novembre 2013 | 36 odonymes recensés à Lavancia-Epercy au 12 novembre 2013 |
| Allée                                                      | Avenue                                                     | Bld                                                        | Chemin                                                     | Cours                                                      | Impasse                                                    | Montée                                                     | Passage                                                    | Place                                                      | Quai                                                       | Rd-point                                                   | Route                                                      | Rue                                                        | Ruelle                                                     | Autres                                                     | Total                                                      |
| ---------------------------------------------------------- | ---------------------------------------------------------- | ---------------------------------------------------------- | ---------------------------------------------------------- | ---------------------------------------------------------- | ---------------------------------------------------------- | ---------------------------------------------------------- | ---------------------------------------------------------- | ---------------------------------------------------------- | ---------------------------------------------------------- | ---------------------------------------------------------- | ---------------------------------------------------------- | ---------------------------------------------------------- | ---------------------------------------------------------- | ---------------------------------------------------------- | ---------------------------------------------------------- |
| 0                                                          | 0                                                          | 0                                                          | 1                                                          | 0                                                          | 3                                                          | 0                                                          | 0                                                          | 1                                                          | 0                                                          | 0                                                          | 0                                                          | 20                                                         | 0                                                          | 11                                                         | 36                                                         |
| Notes « N »                                                | Notes « N »                                                | Notes « N »                                                | Néant                                                      | Néant                                                      | Néant                                                      | Néant                                                      | Néant                                                      | Néant                                                      | Néant                                                      | Néant                                                      | Néant                                                      | Néant                                                      | Néant                                                      | Néant                                                      | Néant                                                      |
| Source : rue-ville.info                                    |                                                            |                                                            |                                                            |                                                            |                                                            |                                                            |                                                            |                                                            |                                                            |                                                            |                                                            |                                                            |                                                            |                                                            |                                                            |

### Héraldique
| Blason de Lavancia-Epercy | Blason  | D'azur à la croix dentelée d'or.                 |
| Blason de Lavancia-Epercy | Détails | Le statut officiel du blason reste à déterminer. |

## Pour approfondir